# 66ste Oscaruitreiking
De 66ste Oscaruitreiking, waarbij prijzen werden uitgereikt aan de beste prestaties in films uit 1993, vond plaats op 21 maart 1994 in het Dorothy Chandler Pavilion in Los Angeles. De ceremonie werd gepresenteerd door de Amerikaanse actrice Whoopi Goldberg. De genomineerden werden op 9 februari bekendgemaakt door Arthur Hiller, voorzitter van de Academy, en actrice Christine Lahti in het Samuel Goldwyn Theater te Beverly Hills.
De grote winnaar van de avond was Schindler's List, met in totaal twaalf nominaties en zeven Oscars.

## Winnaars en genomineerden
De winnaars staan bovenaan in vet lettertype.

#### Beste film
- Schindler's List
  - The Fugitive
  - In the Name of the Father
  - The Piano
  - The Remains of the Day

#### Beste regisseur
- Steven Spielberg - Schindler's List
  - Robert Altman - Short Cuts
  - Jane Campion - The Piano
  - James Ivory - The Remains of the Day
  - Jim Sheridan - In the Name of the Father

#### Beste mannelijke hoofdrol
- Tom Hanks - Philadelphia
  - Daniel Day-Lewis - In the Name of the Father
  - Laurence Fishburne - What's Love Got to Do with It
  - Anthony Hopkins - The Remains of the Day
  - Liam Neeson - Schindler's List

#### Beste vrouwelijke hoofdrol
- Holly Hunter - The Piano
  - Angela Bassett - What's Love Got to Do with It
  - Stockard Channing - Six Degrees of Separation
  - Emma Thompson - The Remains of the Day
  - Debra Winger - Shadowlands

#### Beste mannelijke bijrol
- Tommy Lee Jones - The Fugitive
  - Leonardo DiCaprio - What's Eating Gilbert Grape
  - Ralph Fiennes - Schindler's List
  - John Malkovich - In the Line of Fire
  - Pete Postlethwaite - In the Name of the Father

#### Beste vrouwelijke bijrol
- Anna Paquin - The Piano
  - Holly Hunter - The Firm
  - Rosie Perez - Fearless
  - Winona Ryder - The Age of Innocence
  - Emma Thompson - In the Name of the Father

#### Beste originele scenario
- The Piano - Jane Campion
  - Dave - Gary Ross
  - In the Line of Fire - Jeff Maguire
  - Philadelphia - Ron Nyswaner
  - Sleepless in Seattle - Nora Ephron, David S. Ward en Jeff Arch

#### Beste bewerkte scenario
- Schindler's List - Steven Zaillian
  - The Age of Innocence - Jay Cocks en Martin Scorsese
  - In the Name of the Father - Terry George en Jim Sheridan
  - The Remains of the Day - Ruth Prawer Jhabvala
  - Shadowlands - William Nicholson

#### Beste niet-Engelstalige film
- Belle Époque - Spanje
  - Farewell My Concubine - Hongkong
  - Hedd Wyn - Verenigd Koninkrijk
  - The Scent of Green Papaya - Vietnam
  - The Wedding Banquet - Taiwan

#### Beste documentaire
- I Am a Promise: The Children of Stanton Elementary School - Susan Raymond en Alan Raymond
  - The Broadcast Tapes of Dr. Peter - David Paperny en Arthur Ginsberg
  - Children of Fate - Susan Todd en Andrew Young
  - For Better or For Worse - David Collier en Betsy Thompson
  - The War Room - D.A. Pennebaker en Chris Hegedus

#### Beste camerawerk
- Schindler's List - Janusz Kamiński
  - Farewell My Concubine - Gu Changwei
  - The Fugitive - Michael Chapman
  - The Piano - Stuart Dryburgh
  - Searching for Bobby Fischer - Conrad L. Hall

#### Beste montage
- Schindler's List - Michael Kahn
  - The Fugitive - Dennis Virkler, David Finfer, Dean Goodhill, Don Brochu, Richard Nord en Dov Hoenig
  - In the Line of Fire - Anne V. Coates
  - In the Name of the Father - Gerry Hambling
  - The Piano - Veronika Jenet

#### Beste artdirection
- Schindler's List - Allan Starski en Ewa Braun
  - Addams Family Values - Ken Adam en Marvin March
  - The Age of Innocence - Dante Ferretti en Robert J. Franco
  - Orlando - Ben van Os en Jan Roelfs
  - The Remains of the Day - Luciana Arrighi en Ian Whittaker

#### Beste originele muziek
- Schindler's List - John Williams
  - The Age of Innocence - Elmer Bernstein
  - The Firm - Dave Grusin
  - The Fugitive - James Newton Howard
  - The Remains of the Day - Richard Robbins

#### Beste originele nummer
- "Streets of Philadelphia" uit Philadelphia - Muziek en tekst: Bruce Springsteen
  - "Again" uit Poetic Justice - Muziek en tekst: Janet Jackson, James Harris III en Terry Lewis
  - "The Day I Fell in Love" uit Beethoven's 2nd - Muziek en tekst: Carole Bayer Sager, James Ingram en Cliff Magness
  - "Philadelphia" uit Philadelphia - Muziek en tekst: Neil Young
  - "A Wink and a Smile" uit Sleepless in Seattle - Muziek: Marc Shaiman, tekst: Ramsey McLean

#### Beste geluid
- Jurassic Park - Gary Summers, Gary Rydstrom, Shawn Murphy en Ron Judkins
  - Cliffhanger - Michael Minkler, Bob Beemer en Tim Cooney
  - The Fugitive - Donald O. Mitchell, Michael Herbick, Frank A. Montaño en Scott D. Smith
  - Geronimo: An American Legend - Chris Carpenter, D.M. Hemphill, Bill W. Benton en Lee Orloff
  - Schindler's List - Andy Nelson, Steve Pederson, Scott Millan en Ron Judkins

#### Beste geluidseffectbewerking
- Jurassic Park - Gary Rydstrom en Richard Hymns
  - Cliffhanger - Wylie Stateman en Gregg Baxter
  - The Fugitive - John Leveque en Bruce Stambler

#### Beste visuele effecten
- Jurassic Park - Dennis Muren, Stan Winston, Phil Tippett en Michael Lantieri
  - Cliffhanger - Neil Krepela, John Richardson, John Bruno en Pamela Easley
  - The Nightmare Before Christmas - Pete Kozachik, Eric Leighton, Ariel Velasco Shaw en Gordon Baker

#### Beste kostuumontwerp
- The Age of Innocence - Gabriella Pescucci
  - Orlando - Sandy Powell
  - The Piano - Janet Patterson
  - The Remains of the Day - Jenny Beavan en John Bright
  - Schindler's List - Anna Biedrzycka-Sheppard

#### Beste grime
- Mrs. Doubtfire - Greg Cannom, Ve Neill en Yolanda Toussieng
  - Philadelphia - Carl Fullerton en Alan D'Angerio
  - Schindler's List - Christina Smith, Matthew Mungle en Judy Alexander Cory

#### Beste korte film
- Black Rider (Schwarzfahrer) - Pepe Danquart
  - Down on the Waterfront - Stacy Title en Jonathan Penner
  - The Dutch Master - Susan Seidelman en Jonathan Brett
  - Partners - Peter Weller en Jana Sue Memel
  - The Screw (La Vis) - Didier Flamand

#### Beste korte animatiefilm
- The Wrong Trousers - Nick Park
  - Blindscape - Stephen Palmer
  - The Mighty River - Frédéric Back en Hubert Tison
  - Small Talk - Bob Godfrey en Kevin Baldwin
  - The Village - Mark Baker

#### Beste korte documentaire
- Defending Our Lives - Margaret Lazarus en Renner Wunderlich
  - Blood Ties: The Life and Work of Sally Mann - Steven Cantor en Peter Spirer
  - Chicks in White Satin - Elaine Holliman en Jason Schneider

#### Jean Hersholt Humanitarian Award
- Paul Newman

#### Ere-award
- Deborah Kerr, als waardering voor een carrière vol elegant en prachtig vormgegeven uitvoeringen.[2]

## Films met meerdere nominaties
De volgende films ontvingen meerdere nominaties:
| Nominaties | Film                          | Awards |
| ---------- | ----------------------------- | ------ |
| 12         | Schindler's List              | 7      |
| 8          | The Piano                     | 3      |
| 8          | The Remains of the Day        |        |
| 7          | The Fugitive                  | 1      |
| 7          | In the Name of the Father     |        |
| 5          | The Age of Innocence          | 1      |
| 5          | Philadelphia                  | 2      |
| 3          | Cliffhanger                   |        |
| 3          | In the Line of Fire           |        |
| 3          | Jurassic Park                 | 3      |
| 2          | Farewell My Concubine         |        |
| 2          | The Firm                      |        |
| 2          | Orlando                       |        |
| 2          | Shadowlands                   |        |
| 2          | Sleepless in Seattle          |        |
| 2          | What's Love Got to Do with It |        |